# 加拉茨足球俱樂部
加拉茨足球俱樂部（ASC Oțelul Galați）是罗马尼亚一家位於加拉茨的足球俱樂部。他們在過去十年間幾乎都在羅馬尼亞的頂級足球聯賽參賽。2010–11賽季，他們首次贏得羅馬尼亞足球甲級聯賽的錦標。並因此得以參加2011–12年歐洲聯賽冠軍盃。在該屆賽事中被分在 C 組，與曼聯、賓菲加和巴素利同組。球隊的代表色是紅色、白色和藍色。球隊目前由前羅馬尼亞國家隊球星多里内尔·蒙泰亚努執教。球隊在 2015–16 年球季結束後宣佈正式解散。

## 歷史
俱樂部成立於1964年。1986年他們首次進入羅馬尼亞的頂級足球聯賽，1988年他們打入，並曾以1–0戰勝意大利強隊尤文圖斯。球隊曾打入2004年羅馬尼亞杯決賽，不過負於布加勒斯特迪納摩。
加拉茨共參加過 23 次羅馬尼亞足球甲級聯賽的賽事，在其累計排名中排名第 16 位，是摩爾達維亞地區僅次FCM Bacău的球隊。
他們在2011年5月15日於羅馬尼亞足球甲級聯賽戰勝蒂米什瓦拉後獲得了該賽季的聯賽冠軍，並得以進入歐冠聯賽。

## 榮譽

### 國內
羅馬尼亞足球甲級聯賽:
- 冠軍 (1): 2010–11

羅馬尼亞足球乙級聯賽:
- 冠軍(2): 1985–86, 1990–91

羅馬尼亞足球丙級聯賽:
- 冠軍 (2): 1967–68, 1980–81
- 亞軍 (1): 1972–73

羅馬尼亞盃:
- 亞軍(1): 2003–04

羅馬尼亞超級盃:
- 冠軍 (1): 2011

### 國外
托托盃:
- 小組冠軍 (1): 2007

巴爾幹盃:
- 亞軍 (1): 1991–92

## 歐洲賽事參賽記錄
| Competition               | S | P  | W | D | L  | GF | GA | GD  |
| ------------------------- | - | -- | - | - | -- | -- | -- | --- |
| 歐洲冠軍聯賽 / 歐洲冠軍盃 | 1 | 6  | 0 | 0 | 6  | 3  | 11 | – 8 |
| 歐洲聯賽 / 聯盟盃         | 5 | 14 | 5 | 3 | 6  | 18 | 21 | – 3 |
| 托托盃                    | 1 | 4  | 3 | 1 | 0  | 7  | 2  | + 5 |
| 累計                      | 7 | 24 | 8 | 4 | 12 | 28 | 34 | – 6 |

## 外部連結
- 官網存檔
- Fans website
- Otelul Galati – A Dream came true – book in English
- Official Liga 1 stats of Oţelul Galaţi